# 春日万
春日 万（かすが の よろづ、生没年不詳）は、古墳時代の人物。姓は臣。萬臣とも表記する。

## 概要
米餅搗大臣命の6世孫で、兄弟の鳥子臣は粟田臣の祖・細目臣の父。大春日朝臣の祖・財子臣と柿本臣の祖・得足臣、百紀臣の三子がいる。